# 杜赞
杜赞（法語：Douzains）是法国洛特-加龙省的一个市镇，属于洛特河畔新城区（Villeneuve-sur-Lot）卡斯蒂洛内县（Castillonnès）。该市镇总面积12.66平方公里，2009年时的人口为288人。

## 人口
杜赞人口变化图示